# Albrecht Faber
Albrecht Faber (* 10. Februar 1903 in Aalen; † 17. Dezember 1986 in Tübingen) war ein deutscher Biologe, der sich insbesondere mit Pflanzensoziologie und Bioakustik beschäftigte.

## Leben

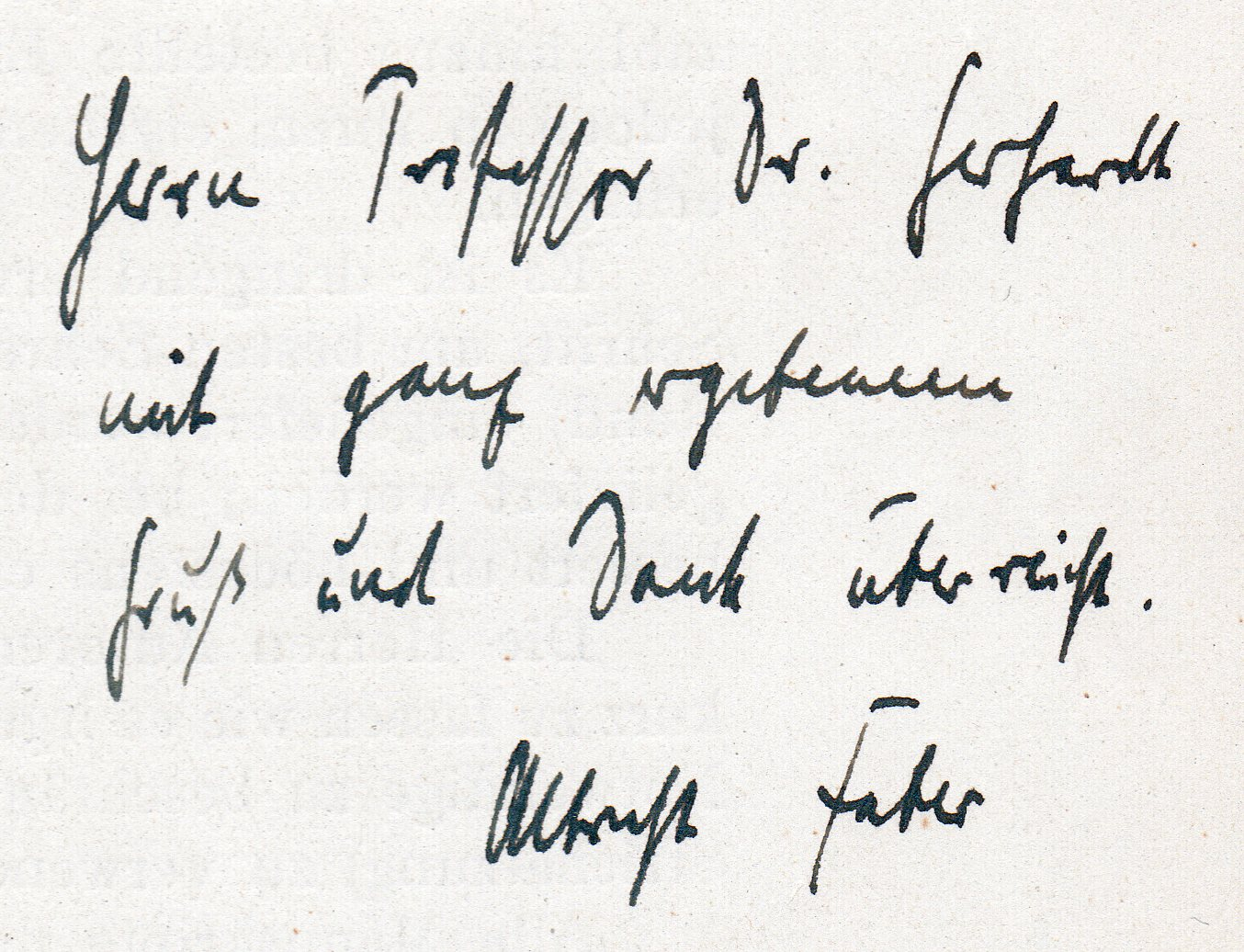
Widmung von Albrecht Faber an den halleschen Zoologen Gerhardt auf einem Sonderdruck von 1929

Albrecht Faber wuchs in Tübingen auf. Sein Vater, Hermann Faber, arbeitete als Dekan. Fabers Mutter Sophie war eine geborene Sapper. Er studierte hauptsächlich in Tübingen, wo er den Zoologen Jürgen Wilhelm Harms (1885–1956) kennenlernte. Dazwischen war er auch in Jena und München. In München war der Botaniker Karl Ritter von Goebel einer seiner Lehrer. Obwohl er auch eine Dissertation in Zoologie in Erwägung zog, promovierte Faber schließlich in Botanik mit dem Thema „Pflanzensoziologische Untersuchungen in Süddeutschland: über Waldgesellschaften in Württemberg“. Ab 1932 arbeitete Faber in der botanischen Abteilung der Württembergischen Naturaliensammlung (heute Staatliches Museum für Naturkunde Stuttgart), zunächst als Assistent, später als Hauptkonservator und als Abteilungsleiter. 1951 gründete er am Museum Stuttgart mit Unterstützung der Deutschen Forschungsgemeinschaft die „Forschungsstelle für vergleichende Tierstimmen- und Tierausdruckskunde“ mit Sitz in Tübingen. 1957 wurde er Mitglied des Max-Planck-Instituts für Verhaltensphysiologie in Seewiesen. 1962 wurde die Tübinger Außenstelle wieder aus dem Seewiesener Institut ausgegliedert und hieß fortan Forschungsstelle für Bioakustik in der Max-Planck-Gesellschaft, Tübingen. Faber wurde 1973 emeritiert, durfte aber noch bis Ende 1975 mit vier aus Drittmitteln finanzierten Arbeitskräften in Tübingen weiterarbeiten. Die Forschungsstelle befand sich in der Biesingerstrasse 8, Labore und andere Räume auch in der Biesingerstrasse 6.
Faber schuf den Begriff „Bioakustik“. Er wurde von ihm 1942 erstmals vorgeschlagen und 1946 bei einem Vortrag auf einer Biologen-Tagung in Tübingen näher umrissen. Faber fotografierte in den 1950er Jahren Tübingen und einige ihm bekannte Persönlichkeiten. Seine umfangreiche Sammlung an Farbdiapositiven wurde im Jahre 2001 an das Archiv der Stadt Tübingen übergeben. Aufgrund der interessanten Motive und der guten Farberhaltung wurden die Fotografien mehrfach auf Ausstellungen gezeigt und auch in einem Bildband veröffentlicht.

## Veröffentlichungen (Auswahl)
- (1928): Die Bestimmung der deutschen Geradflügler (Orthopteren) nach ihren Lautäusserungen. Zeitschrift für wissenschaftliche Insektenbiologie 23: 209–234.
- (1929): Die Lautäußerungen der Orthopteren I. Zeitschrift für Morphologie und Ökologie der Tiere 13: 745–803. doi:10.1007/BF00408547
- (1932): Die Lautäußerungen der Orthopteren II. Zeitschrift für Morphologie und Ökologie der Tiere 26: 1–93. doi:10.1007/BF00446389
- (1953): Laut– und Gebärdensprache bei Insekten: Vergleichende Darstellung von Ausdrucksformen als Zeitgestalten und ihren Funktionen. Teil 1. Mitteilung aus dem Staatlichen Museum für Naturkunde in Stuttgart 287. ISSN 0341-0145.
- Tübingen in den 50er Jahren : frühe Farbaufnahmen einer alten Universitätsstadt, hrsg. von Udo Rauch, Tübingen : Silberburg-Verlag 2003, ISBN 978-3-87407-566-4.